# Liste der Baudenkmale in Schwaan
In der Liste der Baudenkmale in Schwaan sind alle Baudenkmale der Stadt Schwaan (Landkreis Rostock) und ihrer Ortsteile aufgelistet (Stand 10. Februar 2021).

## Denkmalbereiche
Der Bereich „Markt / angrenzende Straßen“ wurde als Denkmalbereich nach § 5(3) des Denkmalschutzgesetzes Mecklenburg-Vorpommerns ausgewiesen.

## Baudenkmale

### Schwaan
| ID  | Lage                                   | Bezeichnung                                                                                       | Beschreibung                                                                  | Bild                                                                                              |
| --- | -------------------------------------- | ------------------------------------------------------------------------------------------------- | ----------------------------------------------------------------------------- | ------------------------------------------------------------------------------------------------- |
| 798 | Amtsplatz 2/4 (Karte)                  | ehemaliges Amtshaus                                                                               |                                                                               | ehemaliges Amtshaus                                                                               |
| 650 | Bahnhofstraße 6/8 (Karte)              | Wohnhaus                                                                                          |                                                                               | Wohnhaus                                                                                          |
| 651 | Bützower Straße 4 (Karte)              | Wohnhaus                                                                                          |                                                                               | Wohnhaus                                                                                          |
| 652 | Bützower Straße 4                      | Litfaßsäule                                                                                       |                                                                               | Litfaßsäule                                                                                       |
| 653 | Doberaner Straße 2 (Karte)             | Wohnhaus                                                                                          |                                                                               | Wohnhaus                                                                                          |
| 654 | Doberaner Straße 4 (Karte)             | Haustür                                                                                           |                                                                               | Haustür                                                                                           |
| 655 | Doberaner Straße 6 (Karte)             | Haustür                                                                                           |                                                                               | Haustür                                                                                           |
| 656 | Fritz-Reuter-Straße 6 (Karte)          | Feuerwehr                                                                                         |                                                                               | Feuerwehr                                                                                         |
| 657 | Güstrower Straße 80 (Karte)            | Fabrikantenvilla                                                                                  |                                                                               | Fabrikantenvilla                                                                                  |
| 658 | John-Brinckman-Straße 32 (Karte)       | Armenhaus                                                                                         |                                                                               | Armenhaus                                                                                         |
| 659 | Lindenbruchstraße                      | Jüdischer Friedhof                                                                                |                                                                               | Jüdischer Friedhof                                                                                |
| 661 | Marienstraße 85 (Karte)                | Speicher                                                                                          |                                                                               | Speicher                                                                                          |
| 662 | Kirchenstraße 1a (Karte)               | Speicher                                                                                          |                                                                               | Speicher                                                                                          |
| 663 | Markt 2 (Karte)                        | Wohn- u. Geschäftshaus                                                                            |                                                                               | Wohn- u. Geschäftshaus                                                                            |
| 664 | Markt 8 (Karte)                        | Adler-Apotheke                                                                                    |                                                                               | Adler-Apotheke                                                                                    |
| 787 | Markt 13 (Karte)                       | Wohn- u. Geschäftshaus                                                                            |                                                                               | Wohn- u. Geschäftshaus                                                                            |
| 665 | Markt 21 (Karte)                       | Postamt                                                                                           |                                                                               | Postamt                                                                                           |
| 666 | Markt (Karte)                          | St. Paulus Kirche                                                                                 |                                                                               | St. Paulus Kirche                                                                                 |
| 667 | Markt (Karte)                          | Kriegerdenkmal 1870/71                                                                            | Mit Relief des Großherzogs Friedrich Franz II. von Bildhauer Hermann Hultzsch | Kriegerdenkmal 1870/71                                                                            |
| 668 | Mühlenstraße 3 (Karte)                 | Wohn- u. Geschäftshaus                                                                            |                                                                               | Wohn- u. Geschäftshaus                                                                            |
| 669 | Mühlenstraße 10 (Karte)                | Wohnhaus                                                                                          |                                                                               | Wohnhaus                                                                                          |
| 670 | Mühlenstraße 12 (Karte)                | Wassermühle                                                                                       | heute als Kunstmuseum Schwaan genutzt                                         | Wassermühle                                                                                       |
| 801 | Niendorfer Chaussee 2 (Karte)          | Wohnhaus (sog. „Fischvilla“)                                                                      |                                                                               | Wohnhaus (sog. „Fischvilla“)                                                                      |
| 672 | Niendorfer Chaussee 15/17 (Karte)      | Doppelwohnhaus                                                                                    |                                                                               | Doppelwohnhaus                                                                                    |
| 674 | Pfarrstraße 15 (Karte)                 | Schule                                                                                            |                                                                               | Schule                                                                                            |
| 675 | Pferdemarkt 1 (Karte)                  | Wohn- u. Geschäftshaus                                                                            |                                                                               | Wohn- u. Geschäftshaus                                                                            |
| 676 | Pferdemarkt 2 (Karte)                  | Rathaus                                                                                           |                                                                               | Rathaus                                                                                           |
| 677 | Rudolf-Breitscheid-Straße 4 (Karte)    | Wohnhaus                                                                                          |                                                                               | Wohnhaus                                                                                          |
| 678 | Willi-Schröder-Platz (Karte)           | Kriegerdenkmal 1914/18                                                                            | entworfen vom Schwaaner Bildhauer Wilhelm Kruse                               | Kriegerdenkmal 1914/18                                                                            |
| 679 | Schulstraße 12 (Karte)                 | Pfarrhof mit Wohnhaus, Scheune u. Mauer                                                           |                                                                               | Pfarrhof mit Wohnhaus, Scheune u. Mauer                                                           |
| 680 | Teichstraße / Güstrower Straße (Karte) | Litfaßsäule                                                                                       |                                                                               | Litfaßsäule                                                                                       |
| 681 | Wallstraße 13 (Karte)                  | Wohnhaus des Malers Franz Bunke                                                                   |                                                                               | Wohnhaus des Malers Franz Bunke                                                                   |
| 682 | Wallstraße                             | Mauer (ehem. Einfriedung des Pfarrgartens)                                                        |                                                                               |                                                                                                   |
| 684 | (Karte)                                | Bahnhof mit Empfangsgebäude, Kiosk, ehemaliges Stellwerk, kopfsteingepflasterter Bahnhofsvorplatz |                                                                               | Bahnhof mit Empfangsgebäude, Kiosk, ehemaliges Stellwerk, kopfsteingepflasterter Bahnhofsvorplatz |

### Bandow
| ID  | Lage | Bezeichnung            | Beschreibung | Bild |
| --- | ---- | ---------------------- | ------------ | ---- |
| 119 |      | Kriegerdenkmal 1914/18 |              |      |

### Hof Tatschow
| ID  | Lage                 | Bezeichnung                    | Beschreibung | Bild                           |
| --- | -------------------- | ------------------------------ | ------------ | ------------------------------ |
| 344 | Hofstraße 29 (Karte) | Gutshaus                       |              | Gutshaus                       |
| 345 | Hofstraße 29         | Wegweiserstein auf dem Gutshof |              | Wegweiserstein auf dem Gutshof |

### Letschow
| ID  | Lage                    | Bezeichnung         | Beschreibung | Bild |
| --- | ----------------------- | ------------------- | ------------ | ---- |
| 496 | Ausbau 45 (Karte)       | Wohnhaus            |              |      |
| 497 | In der Klink 30 (Karte) | Wohnhaus u. Scheune |              |      |

### Waldeck
| ID  | Lage                                 | Bezeichnung | Beschreibung | Bild |
| --- | ------------------------------------ | --- | ------------ | ---- |
| 755 | Dr.-Friedrich-Dittmann-Weg 1 (Karte) | Ehemalige Lungenheilstätte (jetzt Fachkrankenhaus) mit Hauptgebäude, Wirtschaftsgebäude, 2 ehemalige Liegehallen und Park |              |      |

## Veränderungen
Im Vergleich zur Denkmalliste 2007 ist nicht mehr enthalten:

### Bandow
| ID | Lage             | Bezeichnung                                                          | Beschreibung | Bild |
| -- | ---------------- | -------------------------------------------------------------------- | ------------ | ---- |
|    |                  | Bauernhaus, Teil des 1. Hofes außerhalb des Ortes, Richtung Nordwest |              |      |
|    | Dorfstraße 7/8   | Doppel-Wohnhaus mit Wirtschaftsgebäude                               |              |      |
|    | Dorfstraße 23/24 | Doppel-Wohnhaus mit Wirtschaftsgebäude                               |              |      |

### Schwaan
| ID | Lage              | Bezeichnung                                                                 | Beschreibung | Bild                                                                        |
| -- | ----------------- | --------------------------------------------------------------------------- | --- | --------------------------------------------------------------------------- |
|    | Loxstedter Straße | Hubbrücke Schwaan über die Warnow mit Anrampungen u. steinernen Brüstungen. | Die Hubportale der alten Brücke wurden am 19. August 2009 abgetragen und in der Straßenmeisterei in Kröpelin eingelagert. | Hubbrücke Schwaan über die Warnow mit Anrampungen u. steinernen Brüstungen. |

## Quelle
- Denkmalliste des Landkreises Rostock A ‐ Z (Stand: 10. Februar 2021; PDF, 497 KB)